# St. Jakob und Andreas (Wartmannsroth)

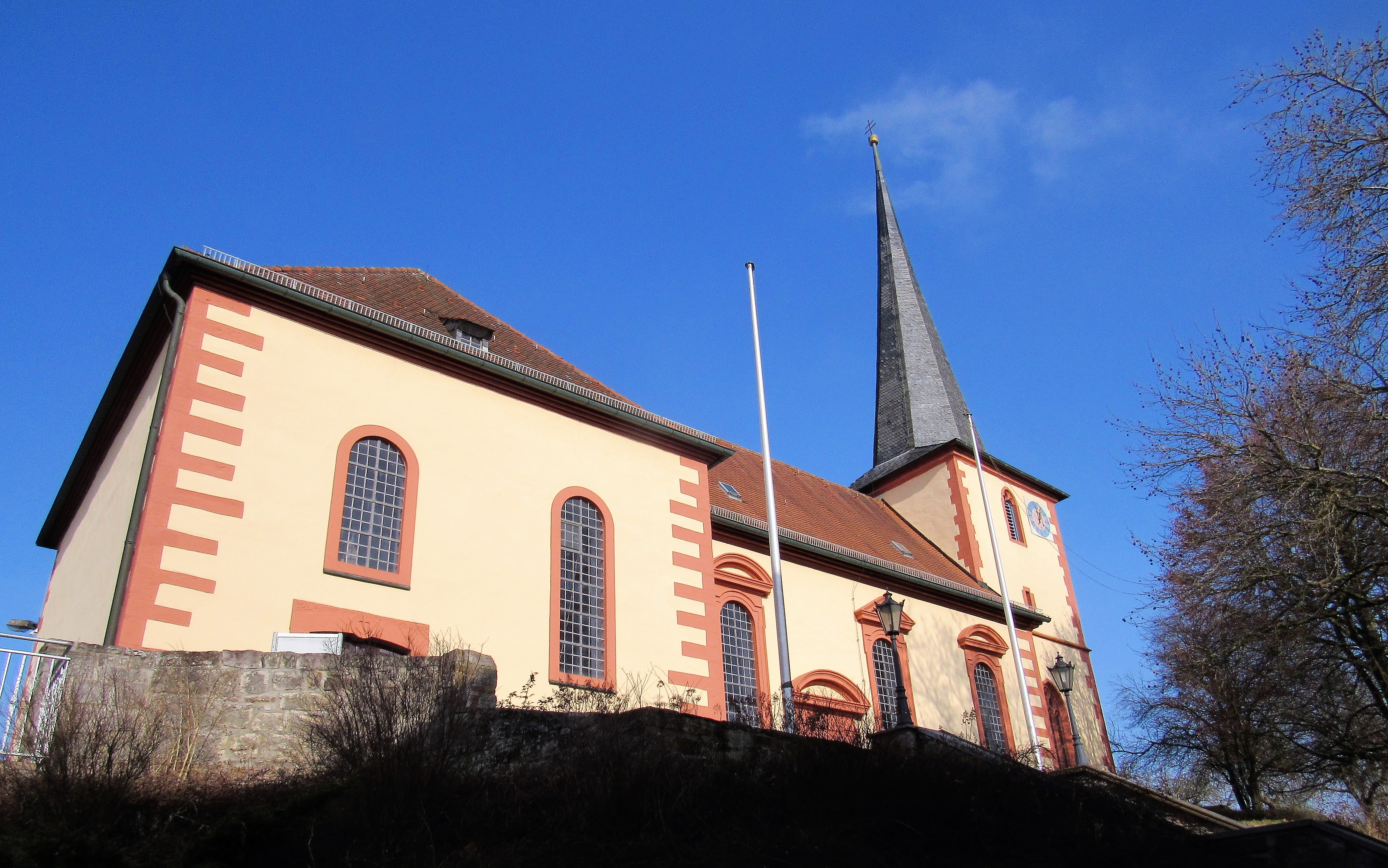
Die Kirche in Wartmannsroth

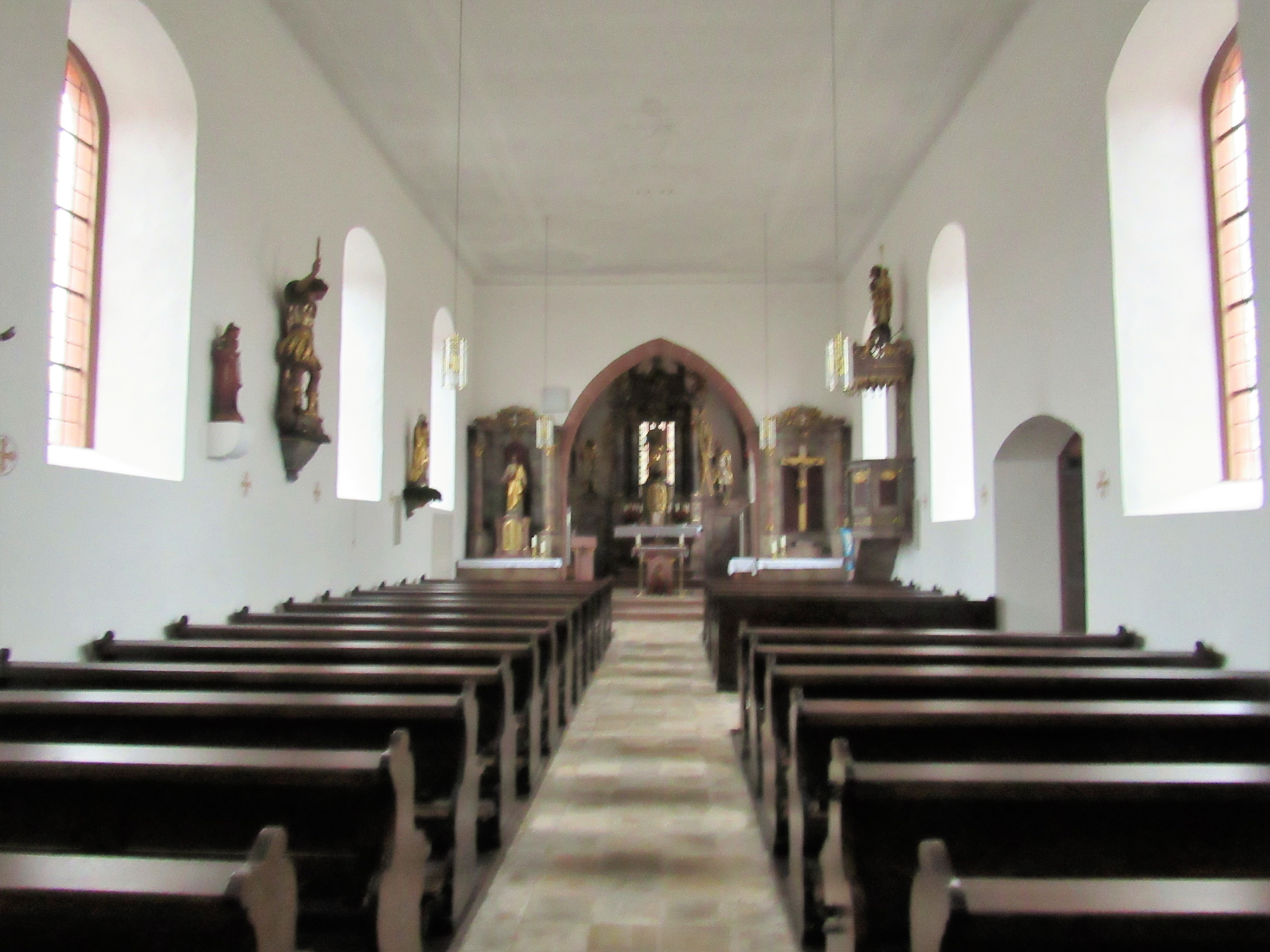
Innenraum der Kirche

Die römisch-katholische Pfarrkirche St. Jakob und Andreas ist eine Kirche in der bayerischen Gemeinde Wartmannsroth im unterfränkischen Landkreis Bad Kissingen.
Die Kirche gehört zu den Baudenkmälern von Wartmannsroth und ist unter der Nummer D-6-72-161-1 in der Bayerischen Denkmalliste registriert.
Die Kirche ist den hl. Jakob und Andreas geweiht.

## Geschichte
Wartmannsroth war bis zum Jahr 1737 eine Filiale von Diebach und ist seitdem eine selbständige Pfarrei.
Der spätgotische der St. Jakob und Andreas-Kirche verfügt über einen Chor im Untergeschoss und stammt aus dem 15. oder 16. Jahrhundert. Das Langhaus der Kirche entstand im Jahr 1711. Eingeweiht wurde sie am 13. Oktober 1748 durch Fürstabt Amand von Buseck.
Im Jahr 1934 fand eine Erweiterung der Kirche statt.

## Beschreibung
Der Kirchturm steht als Chorturm im Osten. Er ist zweigeschossig mit spitzem Helm und  spitzbogigen Schallfenstern. Der Chorraum im Untergeschoss besitzt an der Süd- und der Ostseite je ein Spitzbogenfenster mit  Maßwerk und ein Kreuzrippengewölbe. Das ursprüngliche Langhaus mit Satteldach weist drei Fensterachsen auf. Die Fenster sind rundbogig mit Segment- bzw. Dreiecksgiebeln. Der Erweiterungsbau des Langhauses hat rundbogige Fenster und quer angeordnetes Walmdach. Das gesamte Langhaus ist flachgedeckt.

## Ausstattung
Der um 1711 entstandene barocke Hochaltar verfügt über vier korinthische Säulen sowie einer Statue der hl. Maria als Zentralfigur, die von Darstellungen des hl. Jakobus und des hl. Andreas flankiert wird. Von den beiden später entstandenen Seitenaltären beherbergt der linke eine Herz-Jesu-Figur, der rechte ein Kruzifix. Die Kanzel ist gleichfalls barock.  Die Orgel auf der westlichen Empore wurde im Jahr 1936 von der Firma Bader in ein Gehäuse aus der Zeit von 1700 bis 1720  eingebaut.

## Geläut
Das Geläut besteht aus vier Glocken. Drei Glocken wurden im Jahr 1953 von der Glockengießerei Ullrich in Apolda gegossen. Die kleinste Glocke entstand 1622 und wurde im Jahr 1788 umgegossen.
| Nr. | Name             | Schlagton | Durchm. | Höhe   |
| --- | ---------------- | --------- | ------- | ------ |
| 1   | Andreasglocke    | f'        | 140 cm  | 110 cm |
| 2   | Marienglocke     | g'        | 120 cm  | 90 cm  |
| 3   | Wendelinusglocke | a'        | 110 cm  | 82 cm  |
| 4   | Johannesglocke   | cis"      | 72 cm   | 73 cm  |